# クリクラ

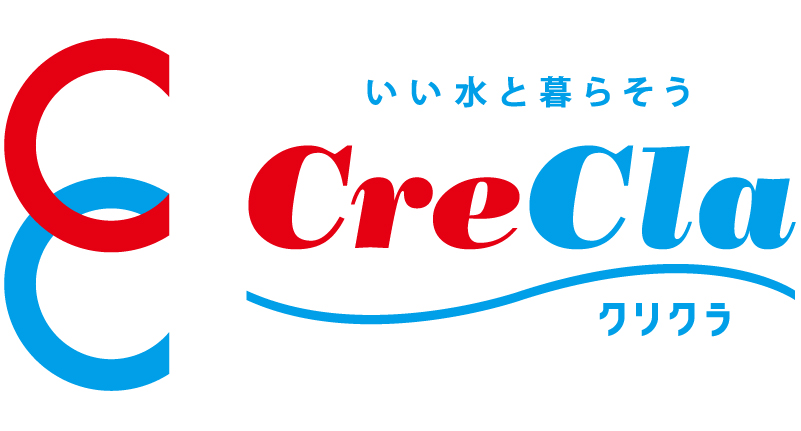
クリクラ

クリクラは株式会社ナック（東証1部上場）が運営する宅配水サービス。

## 概要
アクアクララのフランチャイズ加盟店だった株式会社ナックが、2004年のアクアクララ本部の経営破綻に伴い自社ブランド「クリスタルクララ」として全国展開、2009年にブランド名を「クリクラ」に変更した。
使用している水はRO膜を通過させた純水にミネラル分を付加したROミネラル水。サービス地域は沖縄県・離島を除く全国。日本で初めてウォーターサーバーの無料レンタルを行いシェアを伸ばした。

## 歴史
- 2002年（平成14年）- 株式会社ナックがアクアクララのフランチャイズに加盟。
- 2005年（平成17年）- アクアクララ本部の経営破綻により、ナックが自社ブランド「クリスタルクララ」として全国展開を開始。一方のアクアクララは2005年にカマタ株式会社により新法人「アクアクララ株式会社」として再スタートする。
- 2009年（平成21年）- ブランド名を「クリクラ」に変更。同年、住之江区の自社プラントにてHACCPの認証を取得した。同年、宅配水では初めてボトルがエコマーク認定を受けた。
- 2011年（平成23年）- 東京都町田市の自社プラントに、品質管理・検査を行う専門施設「クリクラ中央研究所」を併設。同年より、町田市の自社プラントの一般公開見学ツアーを開始。
- 2015年（平成27年）- 富士山麓の天然水による新ブランド「クリクラミオ」を開始。返却不要・使いきりボトルの宅配サービスとする。同年5月、埼玉県本庄市に、一般見学施設を備えた業界最大規模の自社プラントを設立。
- 2016年（平成28年）8月 - アクアクララと、ボトルウォーター事業における業務提携を結ぶ。
- 2017年（平成29年）5月 - アクアクララとの共同出資で合弁会社「株式会社ACC」を設立。ボトルウォーターの製造・物流における相互補完によるコストダウンを目的とする。

## テレビCM
2011年からは、クレヨンしんちゃんの野原一家をCMキャラクターに起用してスポットCMを展開している。

## 提供番組
- BSフジ にっぽん水の博物館[2]
- ニコニコ動画 クリクラチャンネル[3]
- テレビ朝日「クレヨンしんちゃん」
- テレビ朝日「スーパー戦隊シリーズ

## スポンサード
なでしこリーグカップ2012 powerd by クリクラ

## 被災地支援
東日本大震災直後の3月13日、緊急車両を手配、被災地の避難所にクリクラ水を送った。陸前高田病院、大槌病院、山田病院にも給水支援を行った。
2011年3月末までの支援はクリクラ水363,348リットル（500mlペットボトル726,696本相当）。
給水支援のほかにも宮城・岩手の各所でクリクラスタッフがボランティア活動を行った。